# Kenesjärvi
Kenesjärvi eller Kenishjävri är en sjö i Finland. Den ligger i kommunen Utsjoki i landskapet Lappland, i den norra delen av landet, 1 100 km norr om huvudstaden Helsingfors. Kenesjärvi ligger 92 meter över havet. Omgivningarna runt Kenesjärvi är i huvudsak ett öppet busklandskap. Arean är 64,6 hektar och strandlinjen är 8,48 kilometer lång. Sjön  ingår i Tana älvs huvudavrinningsområde. 